# Церква Константинополя
Це́рква Константино́поля, також Це́рква Візанті́ї — це християнська церква, яку очолює Константинопольський патріарх. Була однією з первісних Апостольських Бачень християнства, Пентархією поряд з Римом, Александрією, Антіохією та Єрусалимом. Її покровителем є апостол Андрій, святого якого святкується 30 листопада.
Згідно з традицією, Церква виникла в першому столітті християнства: саме апостол Андрій висвятив першого єпископа міста, коли його ще називали Візантією. Невдовзі після 330 року, після рішення Костянтина Великого перенести столицю Римської імперії з Риму у Візантію, перейменований в Новий Рим або Константинополь, єпископ міста, перший суфраган Ераклеї, став архиєпископом з розширенням юридичної влади на інші провінції вже Антіохійські.
Ставши патріархом, він здобув першості почесті, після єпископа Риму, над іншими патріархами, головними єпископами християнства, тоді також з титулом Уселенського. І Константинопольська церква стала орієнтиром для церковних справ щодо управління Церквою, стосунків з імператором та священної літургії.
Костянтин в 325 р. скликав Нікейський собор, центр в декількох кілометрах від Константинополя, який був першим Уселенським собором християнства. Усі екуменічні собори до IX століття проходили в столиці або, в будь-якому випадку, під юрисдикцією Константинопольської церкви.
Після розколу 1054 року , після поділу Римської імперії, яка ознаменувала розрив з церквою в Римі, після чого з 451 з церквами Александрії та Антіохії, що пройшла в арабських правило, Константинополь зберіг домінуюче становище серед церков східного православ'я, також розширена в Османську імперію після турецького завоювання 1453 р. і до її розпаду в 1919/22 рр.
Східна церква завжди залишалася під опікою імператора, який здійснював достатню владу над своїми підданими. Між двома інститутами була створена система розподілу влади, яка варіювалась залежно від епохи. Але звинувачення в цезаропапізмі, яке часто висуває Західна Церква, не враховує того факту, що жоден візантійський імператор не зміг нав'язати патріарху, крім іконоборства, найменшого рішення з питань доктрини.
Сьогодні Вселенський патріарх Константинополя є безпосереднім спадкоємцем Константинопольської церкви.
Константинопольський вірменський патріархат був створений у 1461 році, відразу після завоювання Константинополя Османською імперією, за вказівкою султана Мохаммеда II, який піддав усіх вірмен своєї імперії своїй юрисдикції.
Римська церква також заснувала Константинопольський латинський патріархат з ефемерною Латинською церквою, яка була оточена Венецією до Латинської імперії, в 1204 році, в період хрестових походів. Однак він був скасований у 1964 році, коли Папа Римський і Вселенський патріах зняли один з одного анатеми.

## Гілки
- Вселенський патріархат Константинополя
- Константинопольський вірменський патріархат
- Латинські Константинопольські патріархи